# Jumbo (slon)
Jumbo (1861 – září 1885) byl ohromný slon africký narozený na přelomu roku 1860 a 1861 pravděpodobně v Etiopském císařstvím (mnoho zdrojů se v tomto ohledu liší). Slon byl importován do pařížské zoo, převezen do Londýnské zoologické zahrady v roce 1865 a nakonec prodán v roce 1882 panu P. T. Barnumovi do cirkusu.
Svoji pověst ohromného slona si opravdu zasloužil. V době, kdy pošel měřil cca 4 m a vážil 5 900 kg.
Zahynul na seřaďovacím nádraží ve městě St. Thomas v Ontariu v Kanadě po srážce s lokomotivou.

## Odkaz
- Jméno tohoto obrovského slona dalo vzniknout obecnému jméno jumbo, které značí ohromný, obrovský, co se velikosti týká.
- Hlavní postavička filmu Walta Disneye Dumbo byl pojmenován po slonovi Jumbo.

## Externí odkazy

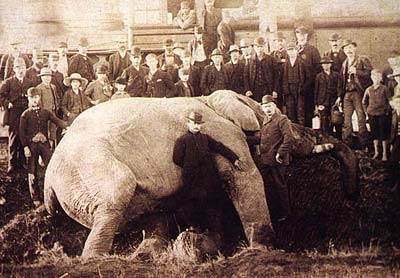
Jumbo po střetu s lokomotivou 15. září 1885 v St. Thomas, Ontario, Canada